# Leonardo Coccorante

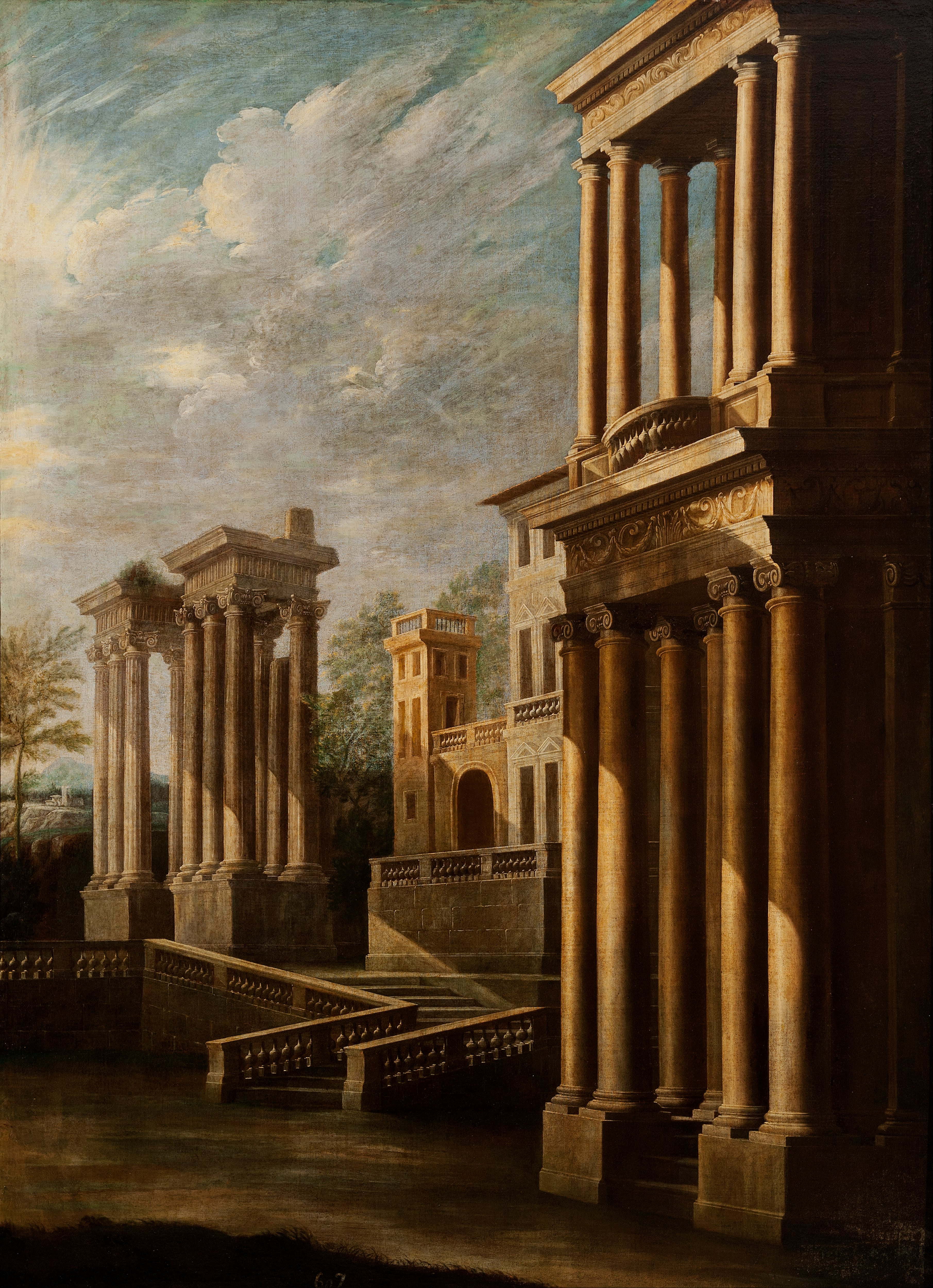
Perspectiva de edificios desde el exterior, óleo sobre lienzo, 210 x 152 cm, Madrid, Fundación Banco Santander.

Leonardo Coccorante (Nápoles, 1680 – 1750) fue un pintor barroco italiano especializado en perspectivas arquitectónicas y paisajes imaginarios con ruinas  clásicas.

## Biografía
Coccorante es pintor de biografía poco conocida a pesar de las líneas muy elogiosas que le dedicó Bernardo de' Dominici en el cuarto volumen de las Vite dei Pittori, Scultori, ed Architetti Napolitani. Debió de formarse con Angelo Maria Costa, pintor siciliano, aunque su estilo recuerda más al de Viviano Codazzi. Según Dominici trabajó para Carlos de Borbón, rey de las Dos Sicilias, a quien pintó dos estancias con cuadros, «parte de architetture, e prospettive, e parte di belle vedute, con porti di mare, citta, e paesi, con navi mirabilemente accordate, e con belle tinte dipinte». Quizá en referencia a las dos sobrepuertas conservadas que debió de pintar con ocasión de la boda de Carlos VII con María Amalia de Sajonia en 1738. 
Decía también Dominici que había pintado mucho para forasteros, por lo que sus pinturas andaban en gran número por Francia, Inglaterra y España sin contar las muchas que quedaban en Nápoles, alguna de las cuales describía, como varios paisajes con la historia de Alejandro Magno pintados para el abate Giuseppe Tomajuoli o una marina borrascosa, con algunos barcos naufragando «assai ben dipinti a lume di luna», propiedad del también abate y poeta Nicolò Giovo.
Lo que se conserva, casi todo sin firma, son principalmente arquitecturas y ruinas imponentes, aunque de escasa inventiva, llenando el paisaje en el que habitualmente se mueven pequeñas figuras llevadas a primer término para subrayar la monumentalidad de las construcciones.